# Žofie Czarnkowská
Žofie Czarnkowská Opalinská (polsky: Zofia Czarnkowska) (12. března 1660, Poznaň – 12. prosince 1701, Vratislav) byla polská šlechtična.

## Život

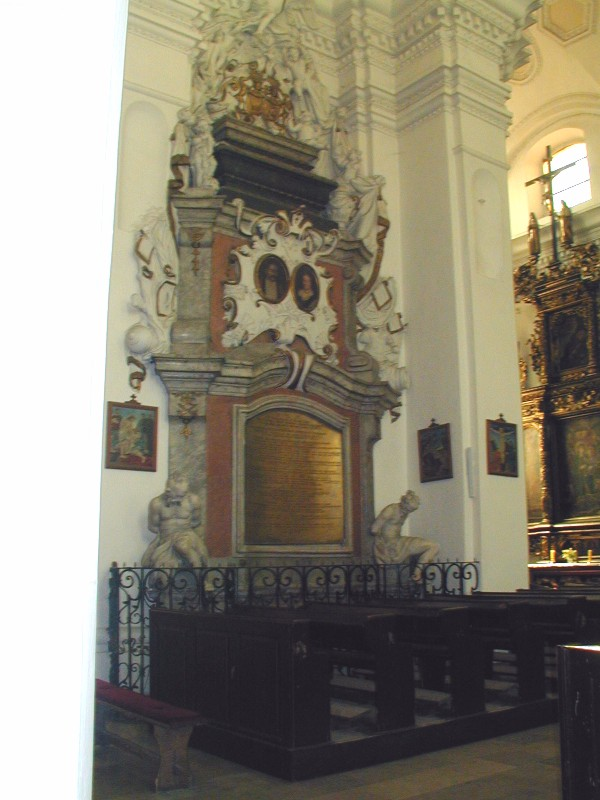
Pomník Jana a Žofie Opalińských.

Byla dcerou Adama Uriela Czarnkowského a Theresy Zalesské. Vdala se 4. prosince roku 1678 za magnáta Jana Karola Opalińskiho. Měli spolu celkem čtyři děti, ale pouze jedno se dožilo dospělosti, a to Kateřina Opalińská, pozdější polská královna a litevská velkokněžna. Žofie byla zároveň babičkou Marie Leszczyńské (královny Francie jako ženy Ludvíka XV.) a její sestry Anny Leszczyńské.
Žofie zemřela ve věku 41 let na zápal plic ve slezské Vratislavi. Roku 1748 byl v Sierakowském kostele postaven její pomník.

## Děti
- Maria Opalińska (*/† 1679)
- Katarzyna Opalińska (13. říjen 1680 – 19. březen 1747)
- Narozené mrtvé dítě (*/† 1681)
- Stanislav (*/† 1682)